# Sebastian Furchner
Sebastian Furchner (* 3. Mai 1982 in Kaufbeuren) ist ein ehemaliger deutscher Eishockeyspieler, der im Verlauf seiner aktiven Karriere zwischen 1998 und 2022 unter anderem über 1.100 Spiele für die Kölner Haie und Grizzlys Wolfsburg in der Deutschen Eishockey Liga (DEL) auf der Position des Flügelstürmers bestritten hat.

## Karriere

### Anfänge
In seiner Geburtsstadt Kaufbeuren begann Furchner früh mit dem Eishockey beim angestammten ESV Kaufbeuren, wo er sämtliche Jugendmannschaften durchlief. In der Saison 1998/99 debütierte er für die Profimannschaft in der damaligen viertklassigen 2. Liga. In der folgenden Spielzeit lief er mit dem ESVK in der ebenfalls viertklassigen Regionalliga und nach dem Aufstieg im Jahr 2000 in der drittklassigen Oberliga auf. Zu dieser Zeit nahm der Linksschütze auch an den ersten internationalen Turnieren für die Auswahl des Deutschen Eishockey-Bundes teil. Bei der U18-Junioren-Weltmeisterschaft 2000 in der Schweiz sowie der U20-Junioren-Weltmeisterschaft 2001 der Division I gehörte Furchner zu den Stammspielern. Im Sommer 2001 folgte der Wechsel zum REV Bremerhaven in die 2. Bundesliga. Der damals gerade 19-jährige Furchner überzeugte durch konstant starke Leistungen und markierte 27 Scorerpunkte in 59 Spielen. Als Belohnung folgte die erneute Nominierung zur U20-Junioren-Weltmeisterschaft 2002 der Division I, bei der der Aufstieg in die Top-Division gelang.

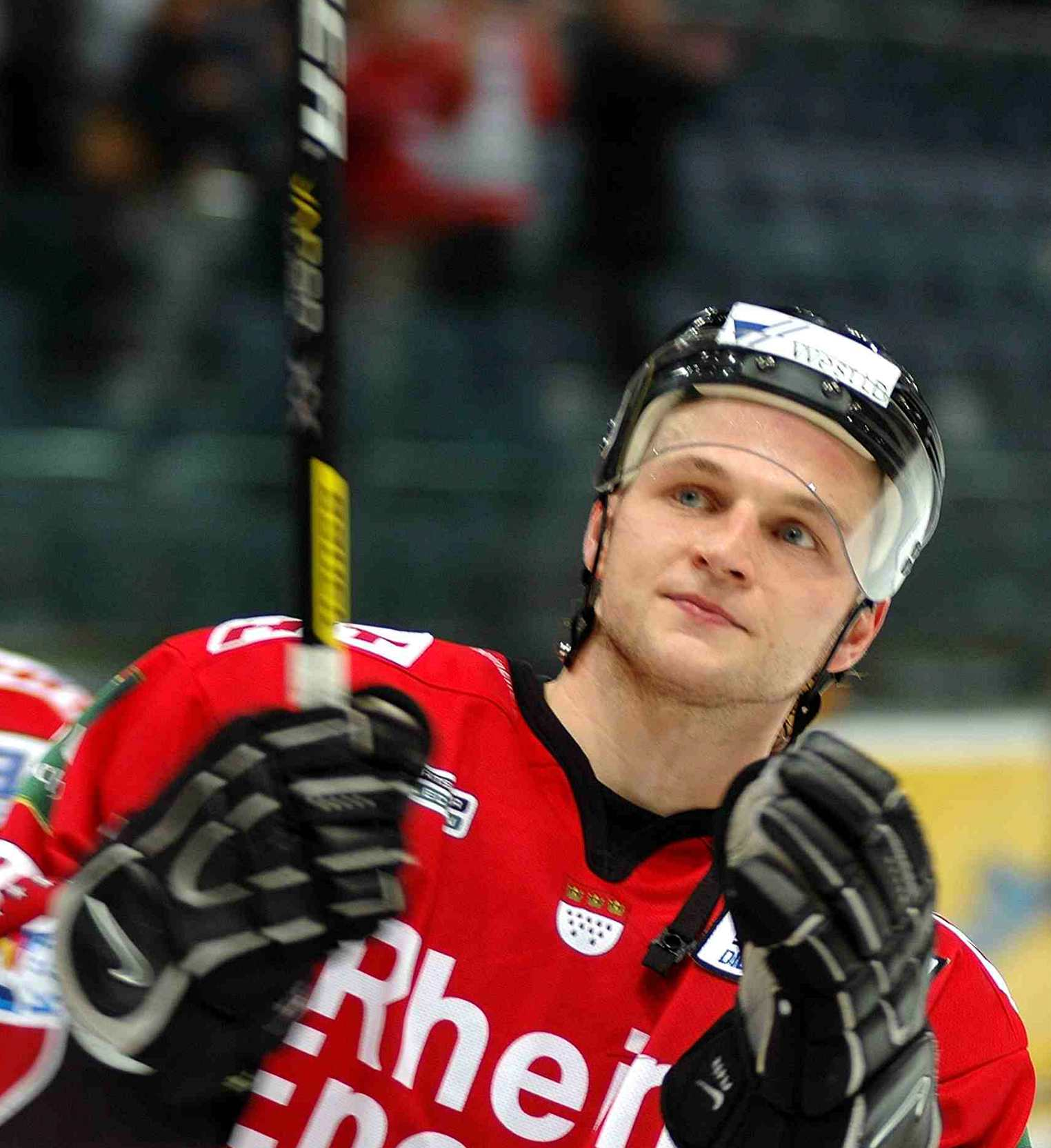
Furchner im Trikot der Kölner Haie

### DEL
Die Kölner Haie, die ihn ursprünglich schon ein Jahr zuvor an den Rhein holen wollten, verpflichteten den Außenstürmer zur Saison 2002/03 für die Deutsche Eishockey Liga (DEL). Obwohl Furchner mit einer Förderlizenz auch für einen unterklassigen Verein spielberechtigt gewesen wäre, verbrachte er die gesamte Saison bei den Haien und wurde am Ende mit der Mannschaft deutscher Vizemeister. Auch in den beiden nächsten Jahren war der Angreifer eine Stütze im Kölner Team und konnte seine Punkteausbeute von Saison zu Saison steigern. Besonders hervor sticht dabei Furchners Plus/Minus-Statistik im dritten Jahr, wo er mit +13 einen sehr guten Wert erreichte. Auch in der Saison 2007/08 erreichte er mit den Haien die Endspielserie, verlor sie aber gegen die Eisbären Berlin.
Nach sechs Jahren bei den Haien, in welchen er für die Domstädter in 350 DEL-Einsätzen 153 Punkte – davon 72 Tore – erzielen konnte, wechselte Sebastian Furchner, aus privaten Gründen sowie der Möglichkeit eines längerfristigen Vertrages, zum Beginn der Saison 2008/09 zum Ligakonkurrenten Grizzly Adams Wolfsburg. Auch in Wolfsburg konnte Furchner überzeugen und so wurde sein Vertrag in den Jahren 2010, 2013 und 2015 jeweils verlängert. War Furchner nach der Saison 2014/15 mit 21 Toren schon Top-Torschütze seines Teams, konnte er in der Folgesaison 2015/16 mit 44 Punkten (22 Tore) auch Topscorer der Grizzlys werden und landete im DEL-Ranking auf dem elften Rang. Die Spielzeiten 2010/11, 2015/16, 2016/17 sowie 2020/21 beendete er erneut als Vizemeister.
Am 24. März 2022 gab er bekannt, seine aktive Karriere nach der Spielzeit 2021/22 aus gesundheitlichen Gründen zu beenden. In seiner letzten Spielzeit erreichte er Rang drei nach der Hauptrunde; sein Team schied anschließend im Halbfinale gegen den EHC Red Bull München aus. Furchner selbst konnte in den Playoffs nur ein Spiel absolvieren, da er im ersten Spiel nach einem Check eine Kopfverletzung erlitt.

### International
Neben den Einsätzen in der DEL spielte Furchner insgesamt 31-mal für die deutsche Nationalmannschaft. Er nahm an den Turnieren um den Deutschland Cup der Jahre 2003 und 2004 sowie an der Weltmeisterschaft 2005 in Österreich teil, wo er mit der DEB-Auswahl abstieg. Im Februar 2006 verletzte sich der Linksschütze während des ersten Spiels der Olympischen Winterspiele 2006 in Turin und musste aufgrund einer Schulteroperation die Saison vorzeitig beenden.

## Rekorde
Furchner absolvierte am 27. September 2019 in Köln seine 1.000 Partie in der Deutschen Eishockey Liga (DEL) und lag zum Zeitpunkt seines Karriereendes mit 1.119 Spielen ligaweit auf Rang zwei hinter Mirko Lüdemann, der 1.197 Mal auflief. Am 18. Februar 2022 erzielte Furchner sein 300. Tor in der DEL und liegt damit ligaweit auf Rang drei. Zudem erreichte er 613 Scorerpunkte und liegt damit auf Rang acht der erfolgreichsten Scorer der Ligageschichte (Stand 18. Februar 2022).

## Erfolge und Auszeichnungen
| - 2000 Meister der Regionalliga Süd und Aufstieg in die Oberliga mit dem ESV Kaufbeuren - 2003 Deutscher Vizemeister mit den Kölner Haien - 2004 DEB-Pokal-Gewinn mit den Kölner Haien - 2005 Teilnahme am DEL All-Star Game - 2006 Teilnahme am DEL All-Star Game - 2008 Deutscher Vizemeister mit den Kölner Haien | - 2009 DEB-Pokal-Gewinn mit den Grizzly Adams Wolfsburg - 2011 Deutscher Vizemeister mit den Grizzly Adams Wolfsburg - 2016 Deutscher Vizemeister mit den Grizzlys Wolfsburg - 2017 Deutscher Vizemeister mit den Grizzlys Wolfsburg - 2021 Deutscher Vizemeister mit den Grizzlys Wolfsburg |

### International
- 2002 Aufstieg in die Top-Division bei der U20-Junioren-Weltmeisterschaft der Division I

## Karrierestatistik

### International
Vertrat Deutschland bei:
| - U18-Junioren-Weltmeisterschaft 2000 - U20-Junioren-Weltmeisterschaft der Division I 2001 - U20-Junioren-Weltmeisterschaft der Division I 2002 | - Weltmeisterschaft 2005 - Olympischen Winterspielen 2006 |

(Legende zur Spielerstatistik: Sp oder GP = absolvierte Spiele; T oder G = erzielte Tore; V oder A = erzielte Assists; Pkt oder Pts = erzielte Scorerpunkte; SM oder PIM = erhaltene Strafminuten; +/− = Plus/Minus-Bilanz; PP = erzielte Überzahltore; SH = erzielte Unterzahltore; GW = erzielte Siegtore; 1 Play-downs/Relegation; Kursiv: Statistik nicht vollständig)